# Arantina
Arantina este un oraș din unitatea federativă Minas Gerais, Brazilia.